# 1er bataillon de volontaires de la Loire-Inférieure
Pour les articles homonymes, voir 1er bataillon.
Le 1er bataillon de volontaires nationaux de la Loire-Inférieure, était une unité militaire de l’armée française créée sous la Révolution française. Il fut également appelé plus simplement 1er bataillon de la Loire-Inférieure.

## Création et différentes dénominations
Le 1er bataillon de volontaires de la Loire-Inférieure est formé à 8 compagnies et 1 compagnie de grenadiers du 7 au 10 novembre 1791 à Nantes. 
Il est dissous le 14 novembre 1796 lors de son amalgame pour former la 64e demi-brigade de deuxième formation.
En 1798, il reste toujours 53 volontaires du 1er bataillon de volontaires de la Loire-Inférieure en garnison à Saint-Domingue.

## Commandants
- 1791-1794 : Jean-Louis Gaspard Josnet de Laviolais, lieutenant-colonel en chef, originaire de Bois-de-Céné en Vendée
- 1794-1796 : Louis Chapplain, originaire de Landerneau dans le Finistère, âgé de 26 ans, capitaine de la 7e compagnie en 1791, devient lieutenant-colonel en chef.
- 1796-1798 : Camberlin lieutenant-colonel en chef.

## Historique des garnisons, combats et batailles

### 1791
Le bataillon est formé à Nantes, à partir du 7 au 10 novembre 1791, avec 571 volontaires originaires de plusieurs districts. 
Le 16 novembre il est passé en revue par le général Dumouriez.

### 1792
Après avoir passé tout l'hiver à Nantes, le bataillon quitte son cantonnement le 12 mars pour Les Sables-d'Olonne, puis il est dirigé, le 31 mai, sur La Rochelle, où il attend son départ pour Saint-Domingue. Le 22 juillet il embarque sur les navires Le Mars, La Ferme et Le Guadeloupin et les 568 hommes arrivent dans la colonie le 17 septembre pour participer à mater les insurgés haïtiens.
Placé sous les ordres du général d'Esparbès, cantonnant dans des camps malsains, il est rapidement décimé par les maladies si bien qu'un mois après le débarquement, il ne reste que 14 hommes pour faire le service. Il confie, alors, la garde de son drapeau au 2e bataillon du 44e régiment d'infanterie (ci-devant Orléans).
Deux mois après son arrivée, le bataillon dénombre plus de 300 morts principalement à cause des maladies. En fin d'année, grâce au secours des dragons venus du camp d'Alguiès, il repousse à grand-peine l'attaque de 1 700 brigands.

### 1793
Lors de la bataille du Cap-français, 350 hommes, provenant du 1er bataillon de la Loire-Inférieure et 5 autres bataillons, parviennent à faire une sortie et à dégager le quartier. Ils assistent ensuite, impuissants, à l'incendie du Cap tandis que, le 20 juin, plusieurs officiers partent avec Galbaud.
53 officiers, sous-officiers et volontaires, malades, sont renvoyés en France. Le 10 octobre, 30 d'entre eux, périssent sur les côtes de la Nouvelle-Angleterre dans le naufrage du navire La Fine. 23 hommes seulement débarquent à Brest. Le drapeau reste, avec quelques volontaires, à Port-de-Paix.

### 1794
Le 24 juin les 23 officiers et volontaires rentrés en France partent pour Vannes. Le 21 juillet le Comité de salut public refusant de compléter, le 1er bataillon, ils restent à Nantes. Le 29 août, 5 officiers et 18 volontaires, reçoivent de la municipalité de Muzillac un Guidon et obtiennent de Dubois-Crancé l'autorisation de se rendre dans leurs foyer en attendant l'embrigadement. Le 22 septembre, il y a encore 47 officiers et volontaires à Port-de-Paix.

### 1795
Le 2 janvier, passant sous les ordres du général Canclaux, le bataillon est réorganisé, à Nantes, à 6 compagnies, conservant 2 compagnies libres pour les officiers et soldats dans le cas où ils rentreraient de Saint-Domingue.
Le 13 juillet, les 490 hommes du bataillon sont rattachés à l'armée des Côtes de Brest, cantonne à Saint-Palais puis demeure à Belle-Île-en-Mer jusqu'à la fin de l'année avec un détachement cantonnant à Quiberon.

### 1796
le 14 novembre le bataillon quitte Belle-Île-en-Mer pour Nantes ou il est amalgamé avec les :
- 8e bataillon de la formation d'Orléans ;
- 2e bataillon de volontaires de la Loire-Inférieure ;
- 4e bataillon de volontaires de la Loire-Inférieure ;
- 8e bataillon de volontaires de la Seine-Inférieure ;
- 6e bataillon de volontaires de la Charente-Inférieure ;
- 14e bataillon de volontaires de la Charente également appelé 14e bataillon de volontaires des réserves ;
- 4e bataillon de volontaires des Ardennes ;
- 4e bataillon de volontaires de l'Orne ;
- 1er bataillon de volontaires des réserves ;
- 2e bataillon de la Réunion également appelé 9e bataillon de Paris de seconde formation pour la Vendée ;
- Bataillon des Amis de la République (Paris) ;
- 15e bataillon de la formation d'Orléans ;
- 2e bataillon de la République (Paris)

pour former la 64e demi-brigade de deuxième formation.

Les 1er, 2e, 4e bataillons de volontaires de la Loire-Inférieure, le 2e bataillon de la République de Paris, le 8e bataillon de volontaires de la Seine-Inférieure et le 15e bataillon de la formation d'Orléans formeront le 1er bataillon de la 64e demi-brigade de deuxième formation.

### 1798
Le 31 octobre 1798, il reste encore 53 volontaires en garnison à Port-de-Paix sous le commandement de l'adjudant chef Louis Camberlin, originaire de Châteaubriant, et des capitaines Leclerc, Dubois et Hardouin. On ignore ce qu'ils sont devenus après cette date.

## Biographie de personnes ayant servi au1erbataillonde volontaires de la Loire-Inférieure
- Pierre Cambronne alors simple volontaire[1],[2].